# Polinomis Rogers–Szegő
En matemàtiques, els polinomis Rogers–Szegő són una família de polinomis ortogonals dins del cercle unitat introduïts per Gábor Szegő (1926), inspirat pels polinomis q-Hermite continus estudiats per Leonard James Rogers. Venen donats per l'expressióː
{\displaystyle h_{n}(x;q)=\sum _{k=0}^{n}{\frac {(q;q)_{n}}{(q;q)_{k}(q;q)_{n-k}}}x^{k}}
on (q;q)n és símbol q-Pochhammer descendent.
A més, els {\displaystyle h_{n}(x;q)} satisfan (per a {\displaystyle n\geq 1}) la relació de recurrènciaː
{\displaystyle h_{n+1}(x;q)=(1+x)h_{n}(x;q)+x(q^{n}-1)h_{n-1}(x;q)}
amb {\displaystyle h_{0}(x;q)=1} i {\displaystyle h_{1}(x;q)=1+x}.